# Fender Concert
Model Fender Concert je gitarsko cijevno pojačalo koje je Fender proizvodio od 1960. – 1967. godine. Za usporedbu s klasičnom gitarom Martin D-28 po prestanku proizvodnje Concert modela cijena ovih instrumenata bila je oko 315$. Nakon ponovne pokretanja proizvodnje 1982. godine, i prekida 1987. Concert model nije ostvario neki značajniji cjenovni skok, ali zato Martin D-28 klasična gitara iz '67 godine danas dostiže zavidnu cijenu do 5.200 dolara.

Tablični prikaz ugrađenih elektroničkih komponenti u modele Fender Concert II i Fender Blackface Concert:
| Model                    | Godina proizvodnje | Elektronički krug-(model)                       | Cijevi u pojačalu | Cijevi u pretpojačalu | Efektivna izlazna snaga | Konfiguracija       | Zvučnik                                   | Ispravljač  |
| Fender Concert II        | 1982. – 1987.      | Concert 112 Concert 210 Concert 410 Concert Top | 2 x 6L6GC         | 7025., 12AT7          | 60W                     | kombo glava (83-87) | model s 1 x 12" 8Ω, 2 x 10" 4Ω 4 x 10" 4Ω | solid state |
| Fender Blackface Concert | 1963. – 1965.      | AA763                                           | 7025, 12AT7       | 2 x 5881 ili 6L6GC    | - - - -                 | kombo               | 1 x 10", otpor 2Ω                         | solid state |

## Vanjske poveznice
- "Fender Concert na ampwares.com"  Arhivirana inačica izvorne stranice od 5. ožujka 2016. (Wayback Machine)